# شهرداری نیشابور

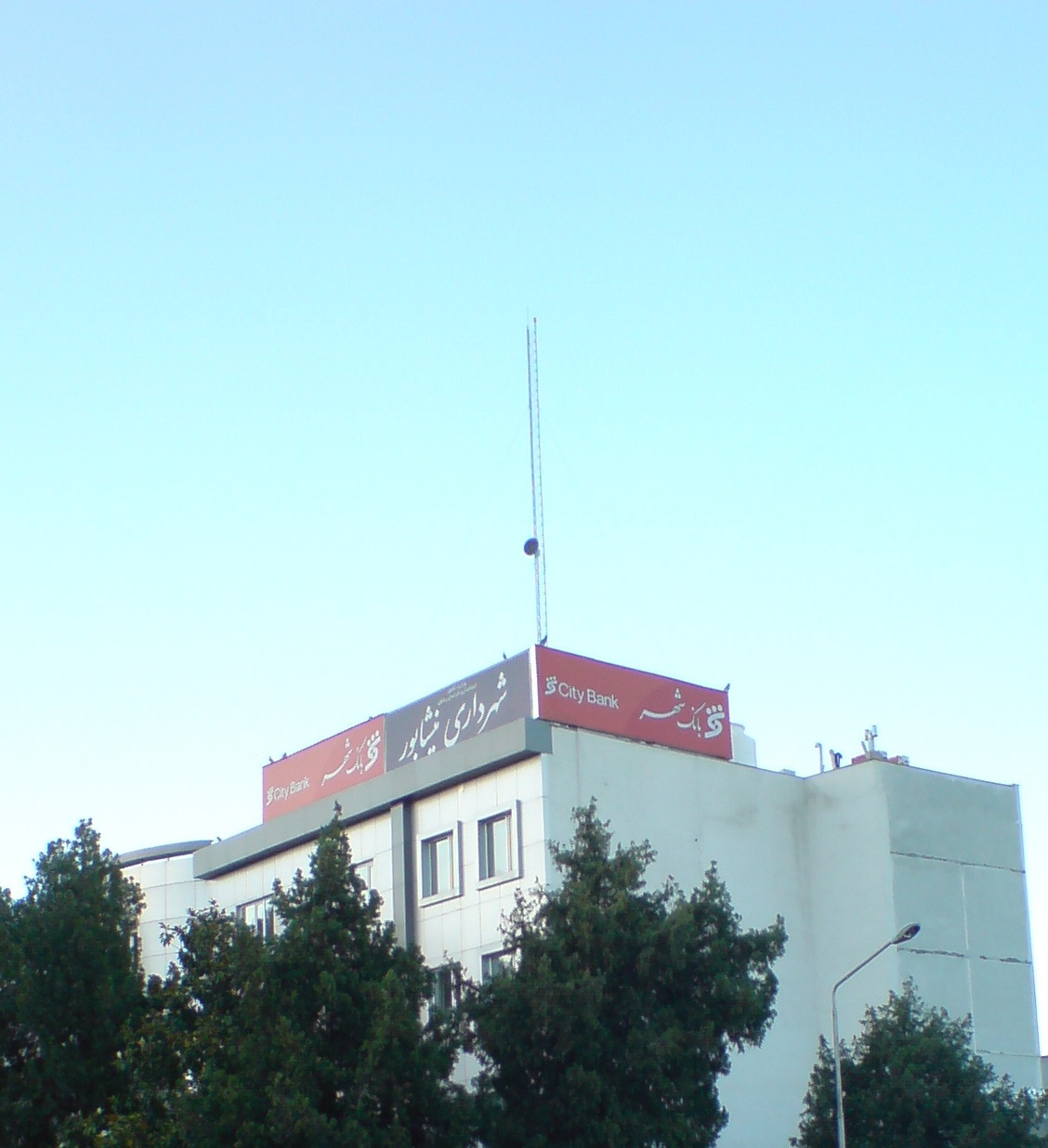
ساختمان مرکزی شهرداری نیشابور واقع در میدان ایران

شهرداری نیشابور بزرگترین شهرداری بعد از شهرداری مشهد در خراسان رضوی نسبت به پست‌های سازمانی، پروژه‌های عمرانی و تعداد پرسنل می‌باشد و از همین حیث یکی از مهمترین‌ها در خراسان قلمداد می‌شود شهرداری نیشابور به دو اداره، سه منطقه از نظر تقسیمات شهری تشکیل شده: منطقه ۱ و ۲ و ۳ و یک منطقه ویژه که اکیپ انتظامی حفاظت از مناطق باستان‌شناسی در محدوده نیشابور است را عهده دارد می‌باشد. هم‌اکنون این شهرداری پشتیبانی و خدمت رسانی به بیش از ۲۸۰ هزار نفر جمعیت ساکن شهر نیشابور و سالانه میلیون‌ها گردشگر و زائر را بر عهده دارد، شهرداری نیشابور کمی دیرتر، حتی از شهرهای کوچک اطراف و به مراتب کم برخوردارتر و با توجه به پتانسیل و نیاز شهری سرنجام در ۱۳۱۰ شمسی-۱۹۳۱ میلادی تأسیس شد. وظیفه این سازمان، پاکیزه نگاهداشتن شهر، جمع‌آوری و حمل زباله شهری، صدور مجوزهای ساخت و ساز شهری، دریافت عوارض شهری از شهروندان، برگزاری جشن‌ها و همچنین برقراری نظم در شهر و حمل و نقل است. (در دوره پهلوی: بلدیهٔ نشابور) سازمانی عمومی غیردولتی مربوط به شهر نیشابور است که زیر نظر شهردار اداره می‌شود.

## شهرداری منطقه یک نیشابور
شهرداری منطقه یک نیشابور

## مناطق
منطقه یک شمال شهر نیشابور و جاده ۴۴ می‌باشد.
منطقه دو مرکز شهر نیشابور و جنوب جاده ۴۴ می‌باشد.
منطقه سه عمدتاً بخش باستانی و کهن شهر نیشابور واقع در جنوب شهر و در نزدیکی آرامگاه عطار و خیام است.

## عناوین و افتخارات
این شهرداری در سال ۱۳۸۹ به عنوان شهرداری برتر خراسان رضوی در زمینه پژوهش و در همایش شهرداری های استان خراسان رضوی در سال ۱۴۰۲ برترین شهرداری این استان در زمینه حمل و نقل شناخته شد.

## معاونت‌ها
معاونت اداری مالی
معاونت برنامه‌ریزی وتوسعه
معاونت فنی و عمرانی
معاونت شهرسازی و معماری
معاونت حمل و نقل و ترافیک
معاونت سرمایه‌گذاری و مشارکتهای اقتصادی
معاونت امور اجتماعی و فرهنگی
معاونت خدمات شهری

## شهرداران
| دوره | شهردار               | آغاز            | پایان                | مدت    | توضیح                                      | تصویر |
| ---- | -------------------- | --------------- | -------------------- | ------ | ------------------------------------------ | ----- |
| ۱    | سید حسین علوی        | ۱۳۵۷            | ۱۳۵۸                 | ۱ سال  | سرپرست                                     |       |
| ۲    | ابوالفضل جنتی بانژاد | ۱۳۵۸            | ۱۳۶۲                 | ۴ سال  |                                            |       |
| ۳    | محمدعلی رامبد        | ۱۳۶۲            | ۱۳۶۵                 | ۳ سال  |                                            |       |
| ۴    | عباسعلی افسری        | ۱۳۶۵            | ۱۳۶۵                 |        | سرپرست                                     |       |
| ۵    | اردشیر ریاحی         | ۱۳۶۵            | ۱۳۶۶                 | ۱ سال  | شهردار                                     |       |
| ۶    | سیدعباس حسینی        | ۱۳۶۶            | ۱۳۶۷                 | ۱ سال  | سرپرست                                     |       |
| ۷    | محمدحسین هنربخش      | ۱۳۶۷            | ۱۳۶۹                 | دو سال | شهردار                                     |       |
| ۸    | محمدحسین توکل        | ۱۳۶۹            | ۱۳۶۹                 |        | سرپرست                                     |       |
| ۹    | سیدابوالقاسم رضائی   | ۱۳۶۹            | ۱۳۷۱                 | دو سال |                                            |       |
| ۱۰   | محمدحسن زرندی        | ۱۳۷۱            | ۱۳۷۱                 |        | سرپرست                                     |       |
| ۱۱   | محسن برزویی          | ۱۳۷۱            | ۱۳۷۳                 |        | شهردار                                     |       |
| ۲۱   | وحیدبرگچی            | ۱۳۷۳            | ۱۳۷۴                 |        | سرپرست                                     |       |
| ۱۳   | غلامرضا برهانی       | ۱۳۷۴            | ۱۳۷۷                 | ۴ سال  | شهردار                                     |       |
| ۱۴   | افشین مرشدیان        | ۱۳۷۷            | ۱۳۷۸                 |        | شهردار                                     |       |
| ۱۵   | مصطفی فخریان         | ۱۳۷۸            | ۱۳۷۹                 |        | سرپرست                                     |       |
| ۱۶   | علیرضا صانعی         | ۱۳۷۹            | ۱۳۸۲                 |        | شهردار                                     |       |
| ۱۷   | ابوالحسن نجار        | ۱۳۸۲            | ۱۳۸۲                 |        | سرپرست                                     |       |
| ۱۸   | محمدحسین هنربخش      | ۱۳۸۲            | ۱۳۸۵                 |        | شهردار                                     |       |
| ۱۹   | علیرضا ایزدخواه      | ۱۳۸۵            | ۱۳۸۵                 |        | سرپرست                                     |       |
| ۲۰   | مصطفی فخریان         | ۱۳۸۵            | ۱۳۸۶                 |        | شهردار                                     |       |
| ۲۱   | مجید طوسی            | ۱۳۸۶            | ۱۳۸۶                 |        | سرپرست                                     |       |
| ۲۲   | عباسعلی مدیح         | مرداد ۱۳۸۶      | تیر ۱۳۹۰             |        | شهردار، استعفا برای انتخابات دوره نهم مجلس |       |
| ۲۳   | محمدکاظم صادقی       | ۱۳۹۰            | تیر ۱۳۹۱             |        | شهردار                                     |       |
| ۲۴   | رمضان‌علی شورابی      | تیر ۱۳۹۱        | مهر ۱۳۹۱             |        | سرپرست                                     |       |
| ۲۵   | محمدحسن زرندی        | ۱۳ مهر ۱۳۹۱     | ۱۸ فروردین ۱۳۹۴      |        | شهردار                                     |       |
| ۲۶   | سید عباس حسینی       | ۲ اردیبهشت ۱۳۹۴ | ۱۱ خرداد-۲۸ تیر ۱۳۹۵ |        | شهردار، برکناری به‌سبب محکومیت قضایی        |       |
| ۲۷   | هادی مسلمی           | ۸ تیر ۱۳۹۵      |                      |        | شهردار                                     |       |
| ۲۸   | مهدی کوثری           | ۱ شهریور ۱۳۹۶   | ۳۰ مهر ۱۳۹۶          |        | سرپرست،                                    |       |
| ۲۹   | علی نجفی             | ۱ ابان۱۳۹۶      | مرداد ۱۴۰۰           |        | شهردار                                     |       |
| ۳۰   | سیدحسن میرفانی       | ۲۵ مهر ۱۴۰۰     | اکنون                |        | شهردار                                     |       |

## سازمان‌های وابسته
- سازمان اتوبوس رانی
- سازمان تاکسیرانی
- سازمان سیما، منظر و فضای سبز شهری
- سازمان عمران
- سازمان مدیریت پسماند

نماد اداره بازیافت شهرداری نیشابور

سازمان مپ شهرداری نیشابوردر سال۱۳۹۳ به منظور جمع‌آوری و نظارت بر انواع پسماندهای شهری نیشابور تأسیس افتتاح و ساختمان آن در خیابان ۱۷ شهریور واقع شده
- سازمان خدمات ایمنی و آتش‌نشانی

دارای هفت ایستگاه آتش‌نشانی در سطح شهر می‌باشد
ایستگاه شماره ۱ (مرکزی)
بلوار فضل تقطع بلوار معلم
ایستگاه شماره ۲
ایستگاه در سال ۱۳۶۴ در محل خیابان امام خمینی ابتدای خیابان سعیدی ساخته شد. این ایستگاه منطقه غرب شهر را پوشش می‌دهد.
ایستگاه شماره ۳
این ایستگاه در سال ۱۳۵۸ به عنوان ایستگاه مرکزی در محل پارکینگ موتوری شهرداری واقع در بلوار جمهوری اسلامی راه اندازی شد. منطقه شرق شهر را پوشش می‌دهد
ایستگاه شماره ۴
این ایستگاه در سال ۱۳۸۲ در محل خیابان سی متری طالقانی ابتدای خیابان ارگ ساخته شد. منطقه بافت قدیمی مرکز شهر و جنوب شهر به سمت خ کاشمر را پوشش می‌دهد.
ایستگاه شماره ۵
این ایستگاه در سال ۱۳۸۸ در محل ترمینال مسافر بری نیشابور راه اندازی شد. با توجه به موقعیت آن حوادث جاده ای به سمت جاده مشهد و همچنین شمال شرق شهر را پوشش می‌دهد
ایستگاه شماره ۶
این ایستگاه در سال ۱۳۸۶ به عنوان ایستگاه عملیاتی و آموزشی در محل کشتارگاه سابق نیشابور واقع در خیابان رحمت راه اندازی شد. منطقه جنوب و جنوب غرب شهر را پوشش می‌دهد.
ایستگاه شماره ۷
این ایستگاه در سال ۱۳۹۰ در محل خیابان شهید جعفری راه اندازی شد. وجود مراکز دولتی در مرکز شهر و ترافیک زیاد این منطقه دلیل راه اندازی این ایستگاه بود. مرکز شهر را در چهار جهت پوشش می‌دهد.
- سازمان آرامستان
- سازمان پایانه‌های مسافربری